# Gunung Runeng
Gunung Runeng är ett berg i Indonesien.   Det ligger i provinsen Aceh, i den västra delen av landet, 1 700 km nordväst om huvudstaden Jakarta. Toppen på Gunung Runeng är 303 meter över havet, eller 100 meter över den omgivande terrängen. Bredden vid basen är 1,5 km.
Terrängen runt Gunung Runeng är kuperad åt nordost, men åt sydväst är den platt.Runt Gunung Runeng är det ganska glesbefolkat, med 22 invånare per kvadratkilometer. I omgivningarna runt Gunung Runeng växer i huvudsak städsegrön lövskog.